# Prefektura Zakintos
Zakintos je jedna od grčkih prefektura, dio periferije Jonski otoci.

## Općine i zajednice
| Općina       | YPES kod | Sjedište (ako je različito) | Poštanski broj | Karta sa sjedištima općina |
| ------------ | -------- | --------------------------- | -------------- | -------------------------- |
| 1. Zakintos  | 1605     |                             | 291 00         |                            |
| 2. Alykes    | 1601     | Katastari                   | 290 90         |                            |
| 3. Arkadion  | 1602     | Vanato                      | 291 00         |                            |
| 4. Artemisia | 1603     | Macherado                   | 290 92         |                            |
| 5. Elatia    | 1604     | Volimes                     | 290 91         |                            |
| 6. Laganas   | 1606     | Pantokrator                 | 290 92         |                            |